# Pilvė
Pilvė je řeka v Litvě, v Suvalkiji, teče v okresech Kaunas, Prienai, Kazlų Rūda a Vilkaviškis. Pramení na severním okraji obce Pažėrai. Zpočátku teče 1 km směrem severním, poté se ostře stáčí na jihozápad a po 2 km za soutokem s potokem Bartupė na jih, dále před vsí Jūrė na západ, po protětí hranice mezi okresy Prienai a Kazlų Rūda se stáčí na jih, po průtoku vsí Sena Rūda opět na západ, na jih od okresního města Kazlų Rūda (v této oblasti středního toku silně, hustě a drobně meandruje v Kazlorūdských lesích) protéká rybníkem Pilvės-Vabalkšnės tvenkinys (plocha 54,9 ha, hloubka 4 m, délka 8 km) a dále se proplétá mezi komplexem rybníků průmyslového rybářství a dále pokračuje směrem západním až do soutoku s řekou Šešupė ve městě Pilviškiai. Je to její pravý přítok a vlévá se do ní 153,3 km od jejího soutoku s Němenem. Šířka říčního údolí je 20 – 60 m. Průtoky u hlásného profilu u Senažiškė na středním toku: průměrný - 1,03 m³/s, maximální - 20,2 m³/s, minimální - 0,007 m³/s (v létě) až do 0,001 m³/s (v zimě). Průměrný spád je 58 cm/km, šířka koryta ve středním toku 7 m. Část středního toku spadá do ChKO Kazlų Rūdos kraštovaizdžio draustinis.

## Střípek z minulosti
Ve vsi Sena Rūda býval náhon a mlýn, ze zdejší železné rudy vyráběli železo/železné zboží. Bydlel zde proslavený kovář Martinaitis. Za nezávislé Litvy (1918) zde již hráz nebyla a továrna zbankrotovala. Severní část vsi se jmenovala Krisnavietė /Kirsnakavizna. 

## Přítoky
- Levé:

| Hydrologické pořadí | Řeka      | Délka (km) | Povodí (km²) | Vzdálenost od ústí (km) | Ústí kde              | Koordináty ústí                  |
| ------------------- | --------- | ---------- | ------------ | ----------------------- | --------------------- | -------------------------------- |
| 15010411            | Kunigupis | 6,0        | 14,9         | 53,3                    | Smailiai              | 54°48′51″ s. š., 23°40′13″ v. d. |
| 15010412            | Didžiupis | 7,1        | 13,2         | 52,3                    | Byliškės              | 54°48′19″ s. š., 23°39′56″ v. d. |
| 15010415            | Plaušinė  | 4,6        | 17,3         | 47,4                    | Papilvis              | 54°46′46″ s. š., 23°38′0″ v. d.  |
| 15010419            | P - 1     | 4,7        | 5,7          | 46,1                    | Jūrė                  |                                  |
| 15010422            | Vabalkšnė | 22,9       | 116,1        | 25,6                    | Kajackiškė/Bebruliškė | 54°42′39″ s. š., 23°27′53″ v. d. |
|                     | Ožnugaris |            |              |                         | Ožnugariai            | 54°42′30″ s. š., 23°20′43″ v. d. |

- Pravé:

| Hydrologické pořadí | Řeka    | Délka (km) | Povodí (km²) | Vzdálenost od ústí (km) | Ústí kde   | Koordináty ústí                  |
| ------------------- | ------- | ---------- | ------------ | ----------------------- | ---------- | -------------------------------- |
| 15010413            | Bartupė | 13,6       | 49,5         | 51,6                    | Byliškės   | 54°48′1″ s. š., 23°39′25″ v. d.  |
| 15010418            | P - 4   | 3,6        | 4,4          | 46,9                    | Jūrė       |                                  |
| 15010421            | Rūdupis | 5,0        | 10,2         | 32,7                    | Kazlų Rūda | 54°43′14″ s. š., 23°52′10″ v. d. |
| 15010431            | P - 2   | 3,7        | 2,6          | 8,1                     | Antanavas  |                                  |